# O Carballiño
O Carballiño település Spanyolországban, Ourense tartományban. O Carballiño Piñor, San Cristovo de Cea, Maside, San Amaro, Leiro, Boborás és O Irixo községekkel határos. Lakosainak száma 14 075 fő (2024).

## Népesség
A település népessége az elmúlt években az alábbi módon változott:
| Lakosok száma | 12 526 | 13 226 | 13 838 | 14 114 | 14 246 | 14 123 | 13 854 | 14 027 | 13 932 | 14 075 |
|               | 2001   | 2004   | 2007   | 2009   | 2012   | 2014   | 2017   | 2019   | 2022   | 2024   |